# Platypterocarpus
Platypterocarpus  (лат.) — монотипный род двудольных растений семейства Бересклетовые (Celastraceae), включающий вид Platypterocarpus tanganyikensis Dunkley & Brenan. Выделен ботаниками Харви Лоуренсом Данкли и Джоном Патриком Миклтуэйтом Бренаном в 1948 году.
Местное название на языке шамбала — «mwandama mwanamume».

## Распространение, описание
Единственный вид является эндемиком Танзании, распространённом в западной части гор Усамбара. Естественная среда обитания — засушливые горные леса.
Типовой экземпляр Platypterocarpus tanganyikensis, собранный в местности в округе Лушото, был описан как дерево высотой до 1—2 м с корой грязно-серого цвета с красноватым оттенком.
Ближайшими родственниками считаются представители рода Wimmeria.

## Замечания по охране
Согласно данным Международного союза охраны природы P. tanganyikensis считается видом, находящимся на грани исчезновения («critically endangered»). Это связано с тем, что в 1960-е годы была вырублена большая часть лесов, среди которых размещались участки произрастания вида. Точно неизвестно, сохранились ли вообще экземпляры дерева до наших дней.